# Старые Маты
Старые Маты (баш. Иҫке Маты) — село в Бакалинском районе Республики Башкортостан Российской Федерации. Входит в состав Староматинского сельсовета.

## География

### Географическое положение
Расстояние до:
- районного центра (Бакалы): 13 км,
- ближайшей ж/д станции (Туймазы): 89 км.

## Население
| 2002 | 2009  | 2010 |
| ---- | ----- | ---- |
| 1184 | ↘1115 | ↘975 |

Согласно переписи 2002 года, преобладающая национальность — татары (32 %).

## Религия
В селе есть мечеть и православная церковь Спаса Нерукотворного Образа.